# フィリップ・ウェッブ

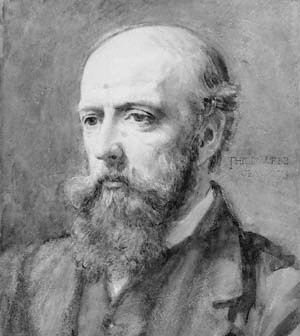
フィリップ・スピークマン・ウェッブ

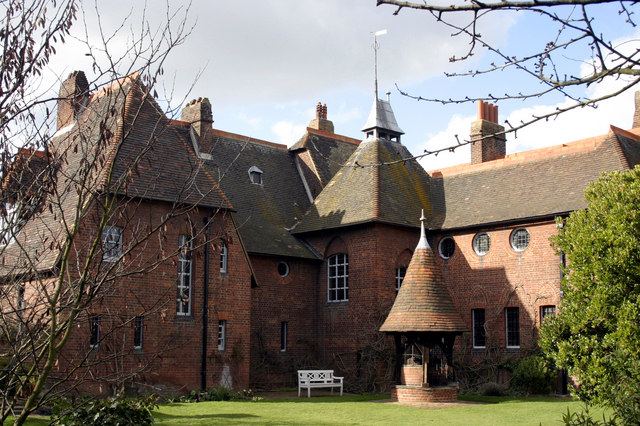
ウェッブの設計によるレッド・ハウス

フィリップ・スピークマン・ウェッブ（英語: Philip Speakman Webb、1831年1月12日 - 1915年4月17日）は、イギリスの建築家、デザイナー。建築様式にこだわらない地域特有の伝統と材料による簡素かつ合理的な設計で知られ、「アーツ・アンド・クラフツ建築の父」と呼ばれる事もある。彼が用いたヴァナキュラー建築様式は「一般的な建物の芸術」への彼の関わりを実証した。

## 生涯
オックスフォードで生まれたウェッブはノーサンプトンシャーのエインホーで学び、その後、ウォルバーハンプトンとバークシャーのレディングで設計と施工を担う建築家の事務所に就職した。 彼はその後最終的に建築家ジョージ・エドモンド・ストリートのアシスタントとしてロンドンに移った。その間、1856年にウィリアム・モリスと出会い1858年に自身の事務所を設立した。彼は1859年、モリスのためロンドン南東部のベクスリーヒースに建てられたレッド・ハウスの設計者として特に知られており、キャリアの終わりにはウェスト・サセックスイースト・グリンステッド近郊のスタンデンの家を設計した。これらは彼が好んで設計したカントリー・ハウスの作品群に含まれている。グレーター・ロンドン・カウンシルがレッド・ハウスに設置したブルー・プラークはウェッブとモリスの両人を記念している。
ウィリアム・モリス、エドワード・バーン＝ジョーンズ、ダンテ・ゲイブリエル・ロセッティは、インテリア・デコレーション・ファニッシング事業のパートナーであり、1861年に設立したモリス・マーシャル・フォークナー商会（Morris, Marshall, Faulkner and Company）の設立メンバーとなっている。後にモリス&Co.となった。
ウェッブとモリスはアーツ・アンド・クラフツ運動の重要な役割を担い、1877年に歴史的建造物保護協会（SPAB）を創設した。モリスと共にウェッブは建築保全の歴史の中で重要な文書のひとつ歴史的建造物保護協会宣言を書いた。 彼は700以上の多数にわたるSPAB委員会の会合の訪問を引き受け、出席した。また、ウェッブはモリスの革命的な社会主義者同盟に参加してその会計係になった。
カンブリアのブランプトン近郊にあるネイワース城のジョージ・ハワードはラファエル前派の有能な芸術家の友人であり、フィリップ・ウェッブの熱心な後援者であった。ウェッブは彼のネイワース城の地所のためのフォー・ゲーブルズ（Four Gables）とグリーン・レーン・ハウス（Green Lane House）の2つの家、そしてロンドンの邸宅であるパレス・グリーン1番地を手掛けた。彼が建築家を選ぶ条件で、ブランプトンに新しい教会を建てるためジョージ・ハワードの父であるチャールズ・ハワードから多額の財政援助が提供された。ウェッブが計画したセント・マーティン教会は他のヴィクトリア時代の教会とは全く異なり教会の本体はほぼ正方形に近い形をしている。それはウェッブが設計した唯一の教会であり、バーン＝ジョーンズがデザインしてウィリアム・モリスの工房で作られたステンドグラスの絶妙な組み合わせが含まれている。
ミドルスブラの製鉄業者であったトーマス・ヒュー・ベルとその家族との親交をきっかけとして3つの仕事を依頼された。ロウントン・グレインジ（1953年解体） 、ガートルード・ベルが子供時代を過ごしたレッド・バーンズ・ハウス（1868年） 、ミドルスブラのベル・ブラザーズのオフィスビル（彼の唯一の商業建築であり後にドーマン・ロングのオフィスとなる）である。クリーブランド地域にはグレートハム村の北、ハートプール（Hartlepool）の近くに1883年に完成したブリヤーミード（Briarmead）がある。隣接するセント・フランシス・コテージは、1895年にミドルスブラのW・F・リントンによってウェッブのスタイルで完成した。
フィリップ・ウェッブは1901年に仕事を辞め、引退したが、ウィリアム・レサビーを取り巻く「合理的な建築家の学校」や、グロスターシャーのサパートンに拠点を置くアーネスト・ギムソンと建築職人のコミュニティに影響を与え続けた。

## 作品

### 建築
- レッド・ハウス - ウィリアム・モリスの自宅兼工房として建てられたカントリーハウス風建築。
- スタンデン・ハウス

### その他
- モリス・マーシャル・フォークナー商会のデザイナーとして、ゴシック様式の家具、ステンドグラス、装丁、金工、ガラスなどのデザインも行った。

## 参考資料
- 『生活と芸術－アーツアンドクラフツ展 ウイリアム・モリスから民芸まで』朝日新聞社（2008年） | [icon] | この節の加筆が望まれています。 |